# Musée des statues-stèles de Lunigiana
Le Musée des statues-stèles de la Lunigiana (en italien : Museo delle statue stele lunigianesi) est un musée archéologique situé à Pontremoli, dans la province de Massa-Carrara en Toscane. 
Ce musée, ouvert en 1975, expose, en pierre ou en fonte, des exemples de statues-menhir de la région de la Lunigiana, datées entre le Chalcolithique (fin du IVe millénaire av. J.-C.) et l'Âge du fer (VIIe et VIe siècles av. J.-C.) et surtout à l'Âge du bronze (IIIe millénaire av. J.-C.).

## Historique
Initialement, les fragments de statues-menhir trouvés dans le Val di Magra moyen ont été temporairement conservés dans la Bibliothèque Civique de Villafranca in Lunigiana et dans un dépôt autorisé par la Surintendance des Antiquités Étruriennes à Casola in Lunigiana.
L'insuffisance des locaux de stockage a rendu indispensable la recherche d'une autre solution. La municipalité de Pontremoli a mis à disposition les salles du château du Piagnaro, et avec le soutien de l'Institut des Châteaux de la Lunigiana, l'érudit Augusto Cesare Ambrosi a proposé de créer un musée consacré à ces matériaux. Après les nécessaires travaux de sécurisation du château, le musée fut inauguré en 1975.
Le premier aménagement du musée, avec 49  statues-menhir, réparties sur deux salles au premier étage pour environ 140 m2 ; au rez-de-chaussée une salle abritait l'armurerie du château et une autre l'exposition pédagogique de matériels préhistoriques. Une salle de conférence était prévue dans la chapelle désacralisée du château.
En 1999, le parcours du musée a été modifié avec l'inclusion d'une section introductive à l'exposition des statues stèles, avec 15 panneaux.
La rénovation de l'installation a débuté en 2007 et s'est terminée en juin 2015. La surface d'exposition a été doublée, grâce à l'inclusion dans le parcours de visite d'une partie du rez-de-chaussée du château, auparavant inaccessible .

## Galerie

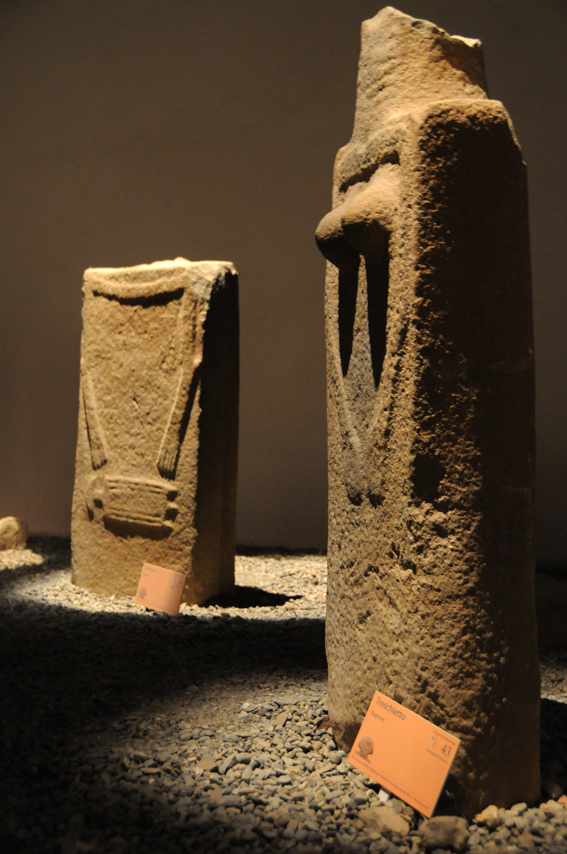
statue-menhir féminine
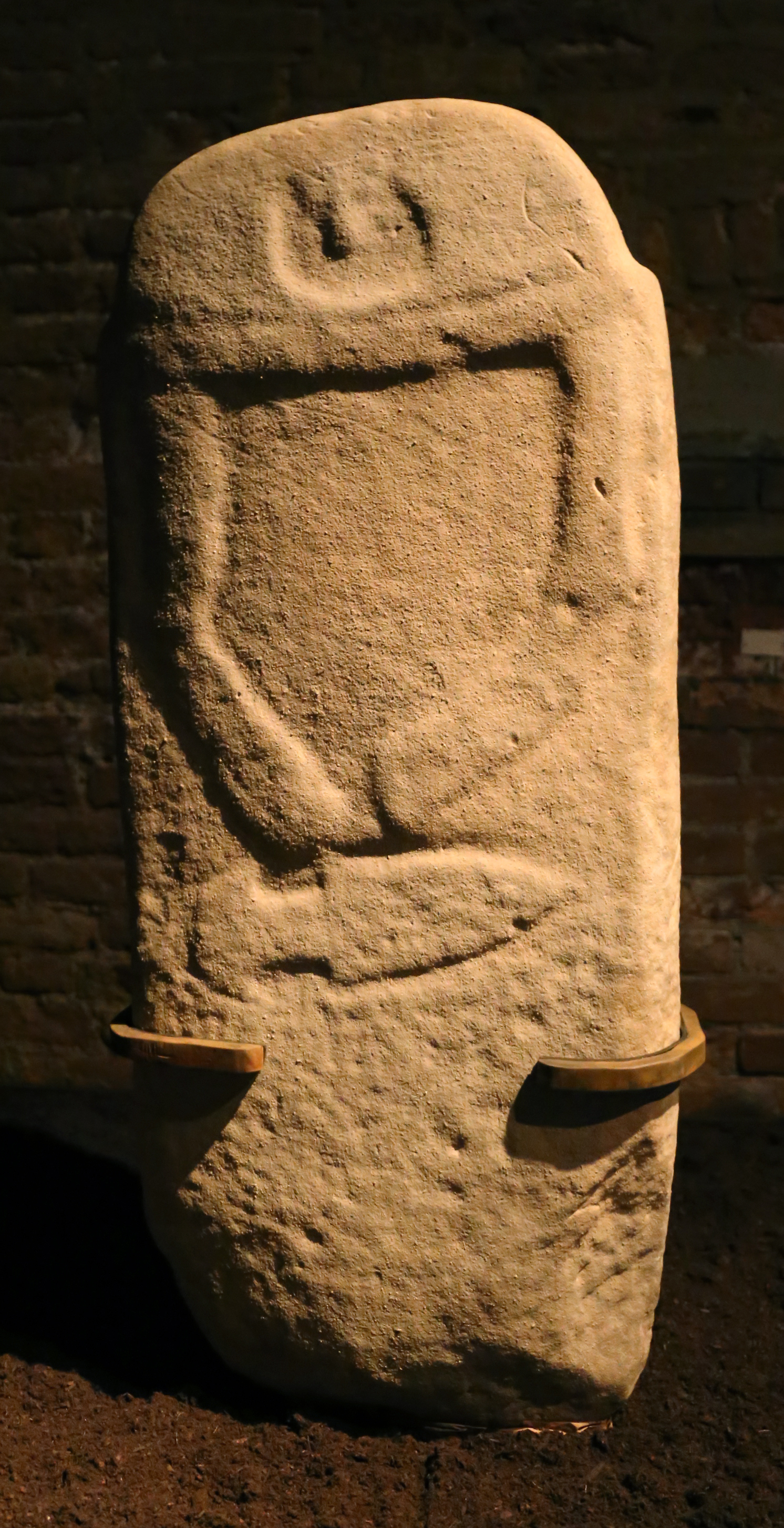
Stetue-menhie masculine
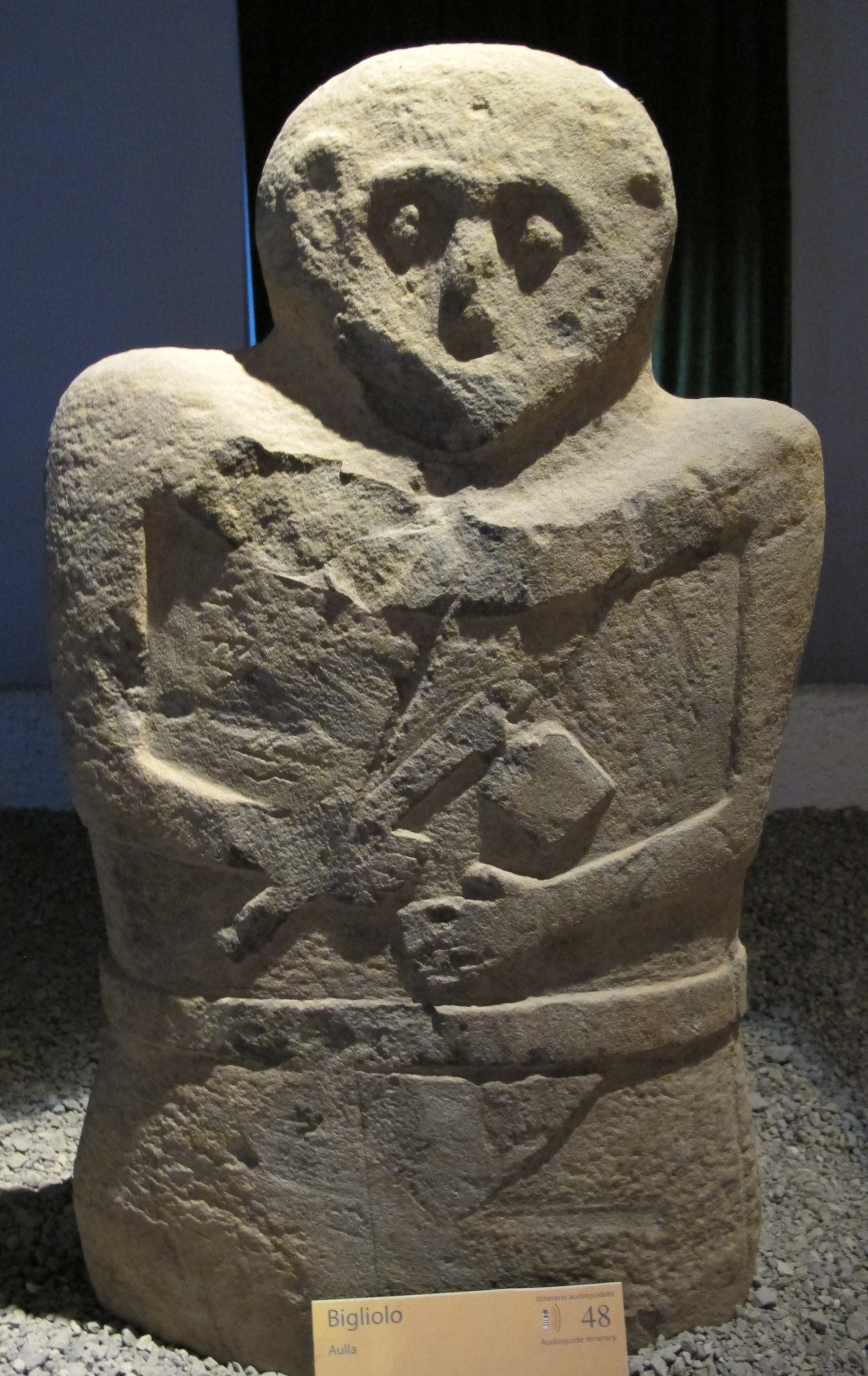
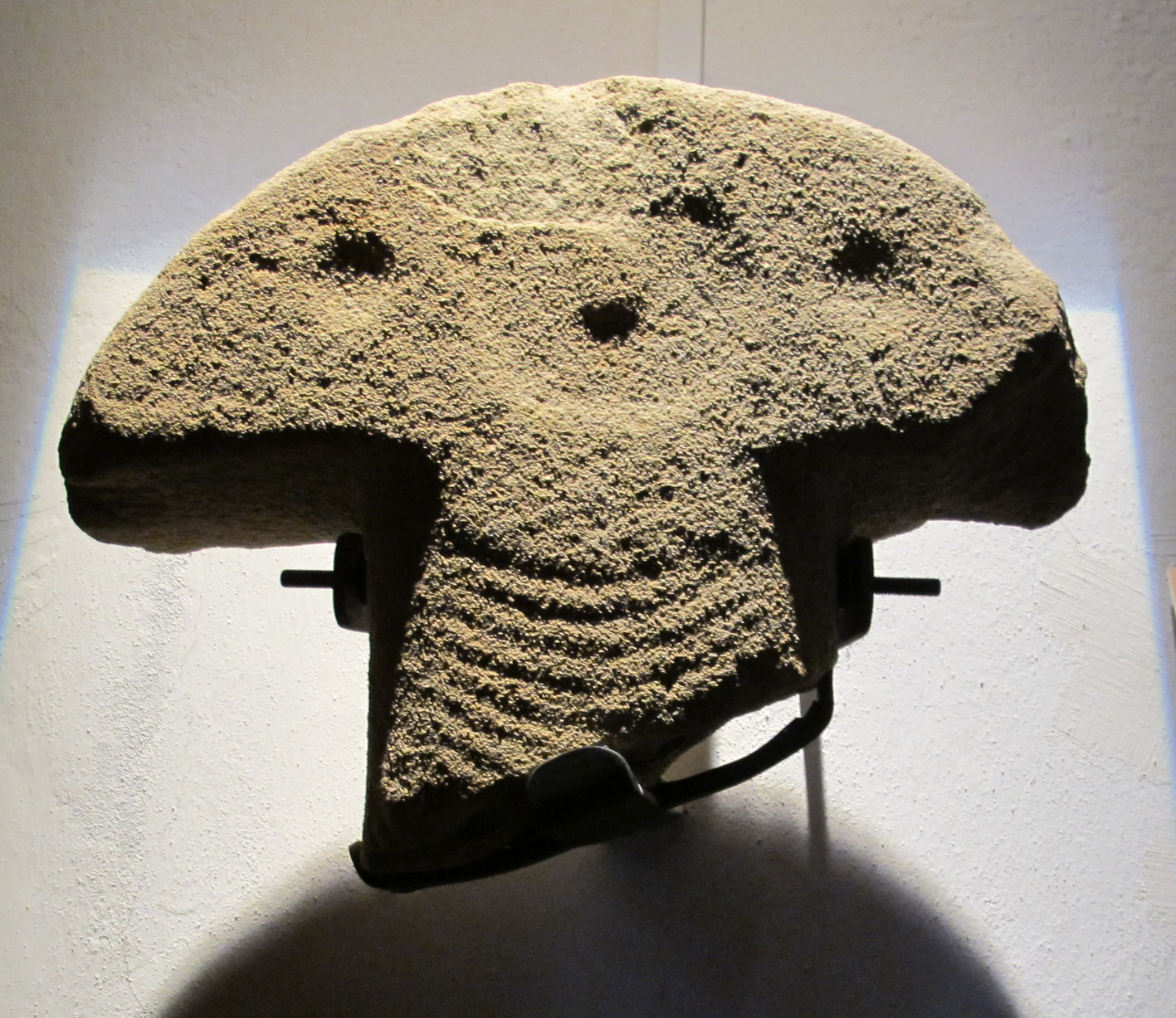

### Articlesconnexes
- Le château du Piagnaro
- La Lunigiana